# كاشف الأشعة السينية

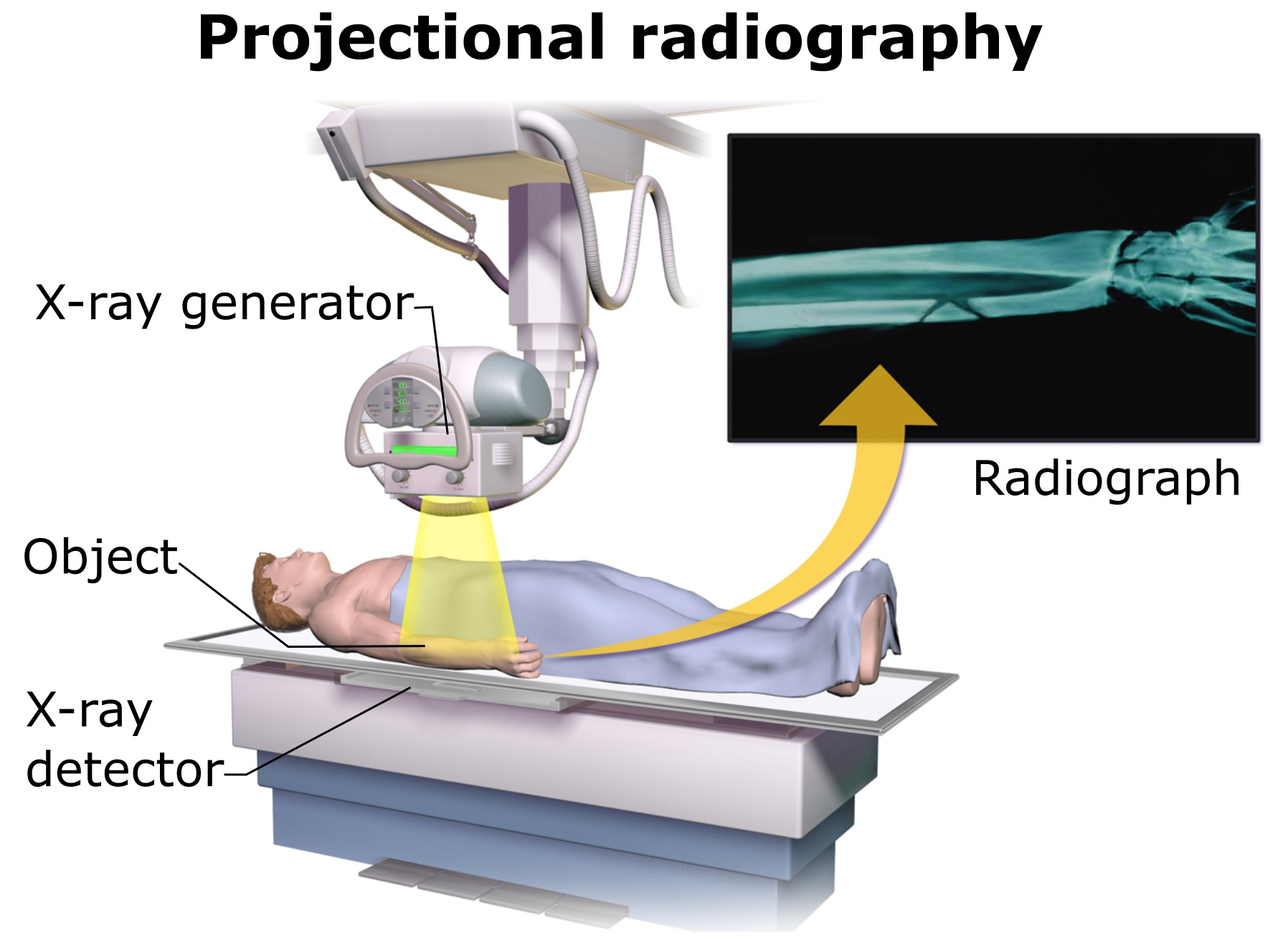
التصوير الشعاعي الإسقاطي مع مولد الأشعة السينية وكاشف التصوير.

كاشفات الأشعة السينية هي أجهزة تستخدم لقياس التدفق والتوزيع المكاني والطيف و / أو الخصائص الأخرى للأشعة السينية.
ويمكن تقسيم أجهزة الكشف إلى نوعين رئيسيين هما: أجهزة الكشف عن التصوير (مثل لوحات التصوير الفوتوغرافي وأفلام الأشعة السينية (فيلم التصوير الفوتوغرافي)، يتم استبدالها في الغالب بأجهزة رقمية مختلفة مثل جهاز اللمعان الضوئي أو Flat panel detector أجهزة الكشف المسطحة) وأجهزة قياس الجرعة (مثل غرف التأين وعدادات جيجر ومقاييس الجرعات التي تستخدم لقياس التعرض للإشعاع المحلي والجرعة أو قياس معدل الجرعة، مثلا للتحقق من أن معدات وإجراءات الحماية من الإشعاع فعالة بشكل مستمر)

## التصوير بالأشعة السينية

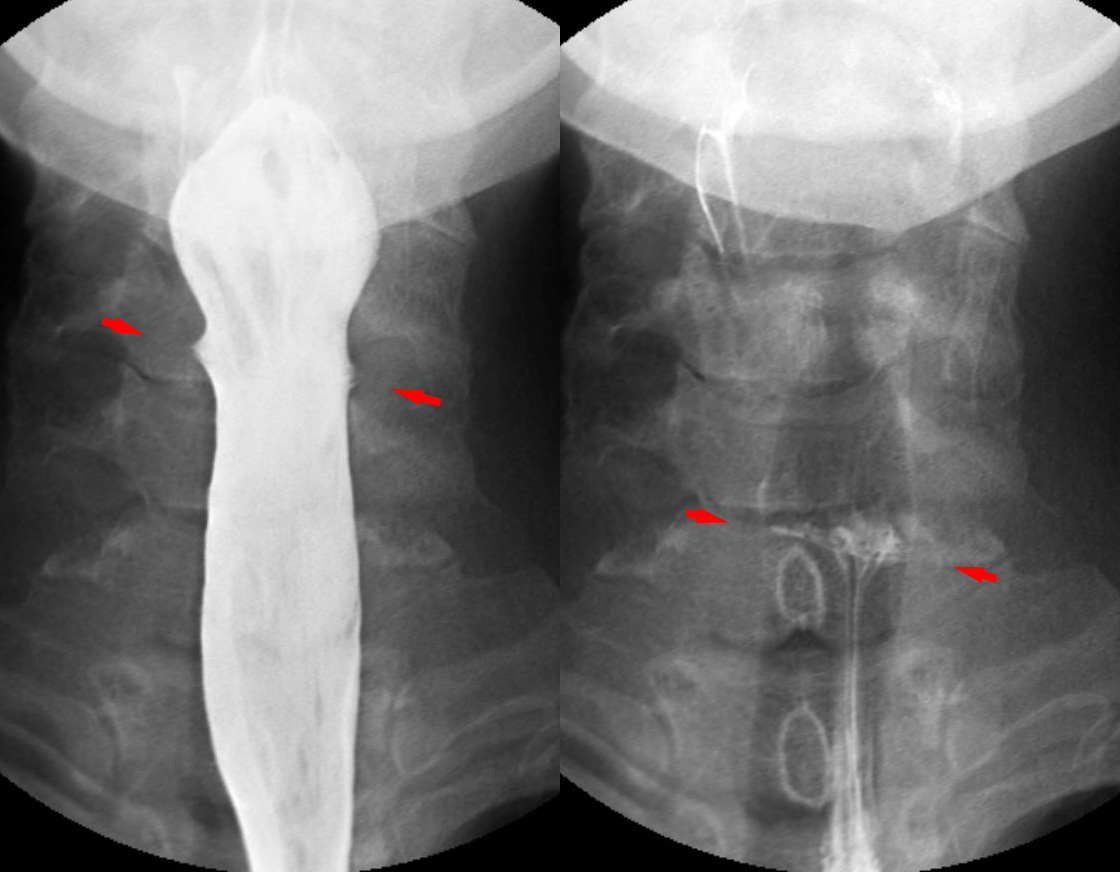
عظم السمك مثقوب في المريء العلوي. الصورة اليمنى بدون وسيط التباين ، الصورة اليسرى أثناء البلع مع وسط التباين.

للحصول على صورة بأي نوع من أجهزة الكشف عن الصور، يتم وضع جزء المريض المراد تصويره بالأشعة السينية بين مصدر الأشعة السينية ومستقبل الصورة لإنتاج ظل للهيكل الداخلي لذلك الجزء المعين من الجسم. يتم حجب الأشعة السينية جزئيًا («الموهنة») بواسطة الأنسجة الكثيفة مثل العظام، وتمر بسهولة أكبر عبر الأنسجة الرخوة. تصبح المناطق التي تصطدم فيها الأشعة السينية أغمق عند تطورها، مما يجعل العظام تبدو أفتح من الأنسجة الرخوة المحيطة.
يمكن تناول مركبات التباين المحتوية على الباريوم أو اليود، وهي مادة ظليلة للأشعة، في الجهاز الهضمي (الباريوم) أو حقنها في الشريان أو الأوردة لإبراز هذه الأوعية. تحتوي مركبات التباين على عناصر مرقمة ذرية عالية (مثل العظام) والتي تحجب الأشعة السينية بشكل أساسي وبالتالي يمكن رؤية العضو أو الوعاء المجوف مرة واحدة بسهولة أكبر. في السعي وراء مواد تباين غير سامة، تم تقييم العديد من أنواع العناصر ذات العدد الذري العالي. لسوء الحظ، ثبت أن بعض العناصر المختارة ضارة - على سبيل المثال، تم استخدام الثوريوم مرة واحدة كوسيط تباين (Thorotrast) - التي تبين أنها سامة، تسبب في ارتفاع معدلات الإصابة بالسرطان بعد عقود من استخدامها. تحسنت مادة التباين الحديثة، وعلى الرغم من عدم وجود طريقة لتحديد من قد يكون لديه حساسية تجاه التباين، فإن معدل حدوث تفاعلات الحساسية الخطيرة منخفض.

### فيلم الأشعة السينية

#### آلية
يحتوي فيلم الأشعة السينية النموذجي على «حبيبات» بلورية هاليد الفضة، وعادة ما تكون بروميد الفضة بشكل أساسي. يمكن ضبط حجم الحبوب وتركيبها للتأثير على خصائص الفيلم، على سبيل المثال لتحسين دقة الصورة المطورة. عندما يتعرض الفيلم للإشعاع، يتأين الهاليد وتحتجز الإلكترونات الحرة في عيوب بلورية (تشكل صورة كامنة). تنجذب أيونات الفضة إلى هذه العيوب وتنخفض، مما يؤدي إلى تكوين تجمعات من ذرات الفضة الشفافة. في عملية التطوير، يتم تحويلها إلى ذرات فضية غير شفافة والتي تشكل الصورة القابلة للعرض، والأكثر قتامة حيث تم اكتشاف معظم الإشعاع. خطوات التطوير الإضافية تعمل على استقرار الحبوب المحسّسة وإزالة الحبوب غير الحساسة لمنع المزيد من التعرض (على سبيل المثال من الضوء المرئي). :159 

#### بديل
تم إجراء الصور الشعاعية الأولى (صور الأشعة السينية) من خلال عمل الأشعة السينية على لوحات فوتوغرافية زجاجية حساسة. سرعان ما حل فيلم الأشعة السينية (وهو فيلم فوتوغرافي) محل الألواح الزجاجية، واستخدم الفيلم لعقود للحصول على الصور الطبية والصناعية وعرضها. وتدريجيا، اكتسبت أجهزة الكمبيوتر الرقمية القدرة على تخزين وعرض بيانات كافية لجعل التصوير الرقمي ممكنًا. منذ التسعينيات، كان التصوير الشعاعي المحوسب والتصوير الشعاعي الرقمي يحل محل فيلم التصوير الفوتوغرافي في التطبيقات الطبية وطب الأسنان، وعلى الرغم من أن تقنية الأفلام لا تزال قيد الاستخدام على نطاق واسع في عمليات التصوير الشعاعي الصناعي (على سبيل المثال لفحص الطبقات الملحومة). تعد الفضة المعدنية (التي كانت ضرورية سابقًا للصناعات الشعاعية والتصويرية) موردًا غير متجدد على الرغم من أنه يمكن بسهولة استرداد الفضة من أفلام الأشعة السينية المستهلكة. عندما تتطلب أفلام الأشعة السينية مرافق معالجة رطبة، فإن التقنيات الرقمية الحديثة لا تتطلب ذلك. تعمل الأرشفة الرقمية للصور أيضًا على توفير مساحة التخزين المادية.
نظرًا لأن لوحات التصوير الفوتوغرافي حساسة للأشعة السينية، فإنها توفر وسيلة لتسجيل الصورة، ولكنها تتطلب أيضًا الكثير من التعرض للأشعة السينية (للمريض). كما تسمح إضافة شاشة (أو شاشات) تكثيف الفلورسنت على اتصال وثيق بالفيلم بجرعة أقل للمريض، لأن الشاشة (الشاشات) تحسن كفاءة الكشف عن الأشعة السينية، مما يجعل تنشيط الفيلم أكثر من نفس الكمية من الأشعة السينية، أو نفس تنشيط الفيلم من كمية أقل من الأشعة السينية.

### الفوسفور المنبه ضوئيًا
التصوير الشعاعي للوحة الفوسفور  هو طريقة لتسجيل الأشعة السينية باستخدام التلألؤ المحفز ضوئيًا (PSL)، والذي ابتكرته شركة فوجي في الثمانينيات. يتم استخدام لوحة الفوسفور القابلة للتحفيز الضوئي (PSP) بدلاً من لوحة التصوير. بعد تصوير الصفيحة بالأشعة السينية، تظل الإلكترونات المثارة في مادة الفوسفور «محاصرة» في «مراكز الألوان» في الشبكة البلورية حتى يتم تحفيزها بواسطة شعاع الليزر الذي يمر فوق سطح اللوحة. يتم جمع الضوء المنبعث أثناء التحفيز بالليزر بواسطة أنبوب مضاعف ضوئي، ويتم تحويل الإشارة الناتجة إلى صورة رقمية بواسطة تقنية الكمبيوتر. يمكن إعادة استخدام لوحة PSP ، ولا تتطلب معدات الأشعة السينية الموجودة أي تعديل لاستخدامها. قد تُعرف هذه التقنية أيضًا باسم التصوير الشعاعي المحوسب (CR).

### مكثفات الصورة

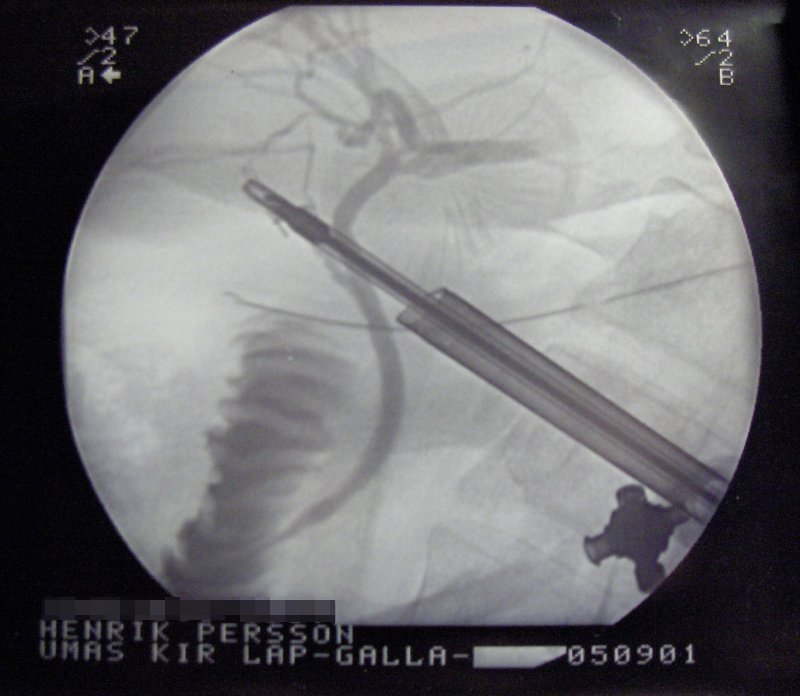
صورة شعاعية مأخوذة أثناء استئصال المرارة

تستخدم الأشعة السينية أيضًا في إجراءات «الوقت الفعلي» مثل تصوير الأوعية أو دراسات التباين للأعضاء المجوفة (مثل حقنة الباريوم في الأمعاء الدقيقة أو الغليظة) باستخدام التنظير التألقي. تعتمد القسطرة، وهي تدخلات طبية للجهاز الشرياني، بشكل كبير على التباين الحساس للأشعة السينية لتحديد الآفات التي يمكن علاجها.

### كاشفات أشباه الموصلات
تستخدم أجهزة الكشف عن الحالة الصلبة أشباه الموصلات للكشف عن الأشعة السينية. تسمى الكواشف الرقمية المباشرة لأنها تقوم بتحويل فوتونات الأشعة السينية مباشرة إلى شحنة كهربائية وبالتالي إلى صورة رقمية. قد تحتوي الأنظمة غير المباشرة على خطوات متداخلة، على سبيل المثال أولاً تحويل فوتونات الأشعة السينية إلى ضوء مرئي، ثم إشارة إلكترونية. يستخدم كلا النظامين عادةً ترانزستورات رقيقة لقراءة وتحويل الإشارة الإلكترونية إلى صورة رقمية. على عكس الفيلم أو CR ، لا يلزم إجراء مسح يدوي أو خطوة تطوير للحصول على صورة رقمية، وبالتالي فإن كلا النظامين «مباشر». كلا النوعين من النظام لهما كفاءة كمومية أعلى بكثير من CR.

#### كاشفات مباشرة
منذ السبعينيات، تم تطوير كاشفات أشباه الموصلات من السيليكون أو الجرمانيوم المخدر بالليثيوم (Si (Li) أو Ge (Li)). يتم تحويل فوتونات الأشعة السينية إلى أزواج ثقوب إلكترونية في أشباه الموصلات ويتم جمعها للكشف عن الأشعة السينية. عندما تكون درجة الحرارة منخفضة بدرجة كافية (يتم تبريد الكاشف بتأثير بلتيير أو حتى نيتروجين سائل أكثر برودة)، فمن الممكن تحديد طيف طاقة الأشعة السينية مباشرة؛ وتسمى هذه الطريقة مطيافية الأشعة السينية المشتتة للطاقة (EDX أو EDS)؛ غالبًا ما يستخدم في مطياف الأشعة السينية الصغيرة. توفر أجهزة الكشف عن الانجراف السيليكوني (SDDs)، التي يتم إنتاجها بواسطة تصنيع أشباه الموصلات التقليدية، قياسًا فعالًا من حيث التكلفة وعالي الدقة لإشعاع الطاقة. على عكس أجهزة الكشف بالأشعة السينية التقليدية، مثل Si (Li)، لا تحتاج إلى تبريدها بالنيتروجين السائل. نادرًا ما تُستخدم هذه الكواشف للتصوير وتكون فعالة فقط عند الطاقات المنخفضة.
بدأ التطبيق العملي في التصوير الطبي في أوائل القرن الحادي والعشرين. يستخدم السيلينيوم غير المتبلور في أجهزة الكشف عن الأشعة السينية ذات اللوحة المسطحة التجارية ذات المساحة الكبيرة للتصوير الشعاعي للثدي والتصوير الشعاعي العام بسبب الدقة المكانية العالية وخصائص امتصاص الأشعة السينية. ومع ذلك، فإن العدد الذري المنخفض للسيلينيوم يعني أن طبقة سميكة مطلوبة لتحقيق حساسية كافية.
يعتبر الكادميوم تيلورايد (Cd Te)، وسبائكه مع الزنك، وتيلورايد الزنك والكادميوم، من أكثر المواد الواعدة لأشباه الموصلات للكشف عن الأشعة السينية نظرًا لفجوة النطاق العريضة وعدد الكم الكبير مما يؤدي إلى تشغيل درجة حرارة الغرفة بكفاءة عالية.  تشمل التطبيقات الحالية قياس كثافة العظام وSPECT لكن أجهزة الكشف المسطحة المناسبة للتصوير الشعاعي لم يتم إنتاجها بعد. وتركز البحث والتطوير الحالي حول حل الطاقة كشف بكسل، مثل CERN الصورة Medipix كشف والعلوم والتكنولوجيا المرافق مجلس الصورة HEXITEC كاشف. 
الثنائيات شبه الموصلة الشائعة، مثل الثنائيات الضوئية PIN أو 1N4007 ، ستنتج كمية صغيرة من التيار في الوضع الكهروضوئي عند وضعها في حزمة الأشعة السينية. 

#### أجهزة الكشف غير المباشرة
تتكون الكواشف غير المباشرة من وميض لتحويل الأشعة السينية إلى ضوء مرئي، والتي تقرأ بواسطة مصفوفة TFT. يمكن أن يوفر هذا مزايا حساسية على الكاشفات المباشرة الحالية (السيلينيوم غير المتبلور)، وإن كان ذلك مع مقايضة محتملة في الدقة. تستخدم أجهزة الكشف المسطحة غير المباشرة (FPDs) على نطاق واسع اليوم في التطبيقات الطبية وطب الأسنان والطب البيطري والصناعي.
تتكون مجموعة TFT من لوح زجاجي مغطى بطبقة رقيقة من السيليكون تكون في حالة غير متبلورة أو غير منظمة. على نطاق مجهري، تم طبع السيليكون بملايين الترانزستورات المرتبة في مصفوفة مرتبة للغاية، مثل الشبكة على ورقة الرسم البياني. يتم توصيل كل من هذه الترانزستورات الرقيقة (TFTs) بديوود ضوئي ممتص للضوء مكونًا بكسل فرديًا (عنصر الصورة). يتم تحويل الفوتونات التي تصطدم بالديود الضوئي إلى حاملتي شحنة كهربائية، تسمى أزواج ثقب الإلكترون. نظرًا لأن عدد حاملات الشحنة المنتجة سيختلف باختلاف كثافة فوتونات الضوء الواردة، يتم إنشاء نمط كهربائي يمكن تحويله بسرعة إلى جهد ثم إشارة رقمية، والتي يتم تفسيرها بواسطة الكمبيوتر لإنتاج صورة رقمية. على الرغم من أن السيليكون له خصائص إلكترونية متميزة، إلا أنه ليس ممتصًا جيدًا لفوتونات الأشعة السينية. لهذا السبب، أشعة X الأول تمس scintillators مصنوعة من مواد مثل oxysulfide الجادولينيوم أو يوديد السيزيوم. يمتص الومض الأشعة السينية ويحولها إلى فوتونات ضوئية مرئية تمر بعد ذلك إلى مجموعة الثنائي الضوئي.

## قياس الجرعة

### كاشفات الغاز

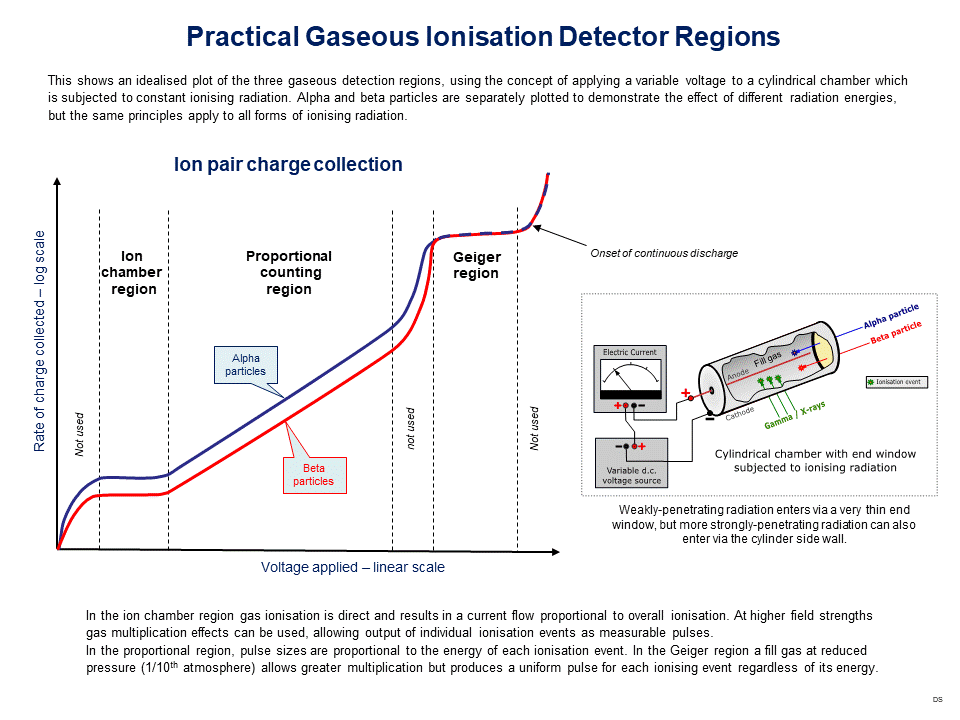
قطعة من التيار الأيوني كدالة للجهد المطبق لكاشف الإشعاع الغازي لأسطوانة الأسلاك.

سوف تقوم الأشعة السينية التي تمر عبر الغاز بتأينه، مما ينتج عنه أيونات موجبة وإلكترونات حرة. سيخلق الفوتون الوارد عددًا من هذه الأزواج الأيونية بما يتناسب مع طاقته. إذا كان هناك مجال كهربائي في غرفة الغاز، فإن الأيونات والإلكترونات ستتحرك في اتجاهات مختلفة وبالتالي تتسبب في حدوث تيار قابل للكشف. سيعتمد سلوك الغاز على الجهد المطبق وهندسة الغرفة. يؤدي هذا إلى ظهور عدة أنواع مختلفة من أجهزة الكشف عن الغازات الموضحة أدناه.
تستخدم غرف التأين مجالًا كهربائيًا منخفضًا نسبيًا يبلغ حوالي 100 فولت / سم لاستخراج جميع الأيونات والإلكترونات قبل إعادة توحيدها. يعطي هذا تيارًا ثابتًا يتناسب مع معدل الجرعة التي يتعرض لها الغاز.  تستخدم الغرف الأيونية على نطاق واسع كمقاييس مسح إشعاعي محمولة باليد للتحقق من مستويات جرعة الإشعاع.
تستخدم العدادات التناسبية هندسة بسلك أنود رقيق موجب الشحنة في وسط غرفة أسطوانية. يعمل معظم حجم الغاز كغرفة تأين، ولكن في المنطقة الأقرب إلى السلك، يكون المجال الكهربائي مرتفعًا بما يكفي لجعل الإلكترونات تؤين جزيئات الغاز. سيخلق هذا تأثير انهيار جليدي يزيد بشكل كبير من إشارة الخرج. نظرًا لأن كل إلكترون يسبب انهيارًا جليديًا بنفس الحجم تقريبًا، فإن الشحنة المجمعة تتناسب مع عدد أزواج الأيونات التي تم إنشاؤها بواسطة الأشعة السينية الممتصة. هذا يجعل من الممكن قياس طاقة كل فوتون وارد.
تستخدم عدادات جيجر مولر مجالًا كهربائيًا أعلى بحيث يتم تكوين فوتونات الأشعة فوق البنفسجية. تبدأ هذه الانهيارات الجليدية الجديدة، مما يؤدي في النهاية إلى تأين كامل للغاز حول سلك الأنود. هذا يجعل الإشارة قوية جدًا، ولكنه يتسبب في وقت ميت بعد كل حدث ويجعل من المستحيل قياس طاقات الأشعة السينية.
عادةً ما تكون كاشفات الغاز عبارة عن كاشفات أحادية البكسل تقيس فقط متوسط معدل الجرعة على حجم الغاز أو عدد الفوتونات المتفاعلة كما هو موضح أعلاه، ولكن يمكن جعلها تحل مكانيًا من خلال وجود العديد من الأسلاك المتقاطعة في غرفة سلكية.

### خلايا السيليكون PN الشمسية
لقد ثبت في الستينيات أن خلايا السيليكون PN الشمسية مناسبة للكشف عن جميع أشكال الإشعاع المؤين بما في ذلك الأشعة فوق البنفسجية الشديدة والأشعة السينية والأشعة السينية الصلبة. يعمل هذا النوع من الكشف عن طريق التأين الضوئي، وهي عملية يضرب فيها الإشعاع المؤين ذرة ويطلق إلكترونًا حرًا. يتطلب هذا النوع من مستشعرات الإشعاع المؤين عريض النطاق خلية شمسية، ومقياس التيار الكهربائي، ومرشح ضوء مرئي أعلى الخلية الشمسية يسمح للإشعاع المؤين بضرب الخلية الشمسية بينما يحجب الأطوال الموجية غير المرغوب فيها.

### فيلم راديو الكروميك
يمكن أن توفر الأفلام اللونية الإشعاعية ذاتية التطوير قياسات عالية الدقة، لأغراض قياس الجرعات وتحديد السمات، لا سيما في فيزياء العلاج الإشعاعي.